# Fiesa
Koordinati:   45°31′27″N, 13°34′56″E
Fiesa (italijansko: Fiesso) je zaselek naselja Portorož v Občini Piran. Leži ob zalivčku in dveh jezercih, ki sta nastala zaradi odkopa gline.

## Lega
Zaselek se nahaja na manjši obalni ravnici med dvema odsekoma flišnega klifa na severni strani Piranskega polotoka, ki leži na pol poti med Pacugom in Rtom Madono v Piranu.

## Gospodarska dejavnost
Na ravnici ob večjem jezeru stojita hotela Barbara (slika na desni) in Fiesa ter avtokamp.

## Dostop
Cestni dostop v Fieso je možen z Belega Križa nad Portorožem, peš pa je možno priti tako z Belega Križa kot tudi iz Pirana.

## Naravni spomenik
Na naravni spomenik opozarja napis Jezeri v Fiesi. Jezeri, ki ležita čisto blizu obale sta obrasli s trstičjem. Obe jezeri imata skupno površino okoli 2 ha. Nastali sta kot posledica odkopa gline za potrebe nekdanje opekarne. Malo jezero, ki je sladkovodno, se nahaja na nadmorski višini okoli 10 mnm pod pobočji, globoko je do 6,5 m. Večje je globlje, z globino do 9 m. Kljub neposredni bližini morja zaradi gline podtalnica ni prodrla v jezero. Od leta 1963 je večje jezero s kanalom, predvsem da bi preprečili razvoj komarjev, povezano z morjem. Zaradi posebnih naravnih razmer sta jezeri z okolico postali zanimiv življenjski prostor različnih rastlinskih in živalskih vrst, predvsem pa okoli dvajset redkih in ogroženih vrst kačjih pastirjev. Leta 1989 sta bili jezeri uvrščeni v inventar najpomembnejše naravne dediščine v Sloveniji in z občinskim odlokom razglašeni za »naravni spomenik.«